# Takata (Fukuoka)
Takata (高田町 Takata-machi?) era una población japonesa ubicada en el distrito de Miike, prefectura de Fukuoka.
El 29 de enero de 2007, se unió a las poblaciones de Setaka y Yamakawa, ambas del distrito de Yamato, para formar la nueva ciudad de Miyama.
En el año 2003, Takata tenía una población de 14.525 habitantes, con una densidad de población de 354,18 personas por kilómetro cuadrado. El área total del municipio era de 41,01 km².